# Palazzo di Parte Guelfa
A Palazzo di Parte Guelfa (azaz a guelf-párt palotája) vagy más néven Palagio di Parte Guelfa palota Firenze történelmi központjában.

## Leírása
A 14. században épült, majd a 15. században Brunelleschi, a 16. században pedig Vasari átépítette. A Piazza della Parte Guelfa oldalát egy kis loggia díszíti, amelyet Vasari épített hozzá. A középkorban a guelf párt palotája volt, innen származik neve is.  A palota belsejében a címerekkel díszített Kihallgatási teremnek (Sala dell’Udienza) különösen kazettás mennyezete érdemel figyelmet. Első emeleti nagy szalonját Brunelleschi építette, az ajtó fölötti terrakotta domborművet Luca della Robbia mintázta (Madonna a gyermek Jézussal). A palotát ma konferenciaközpontnak használják, de itt tartja rendszeres gyűléseit a firenzei labdarúgó-egyesület is.